# Geoffrey Picard
Geoffrey William Picard (ur. 20 marca 1943 w Oakland, zm. 14 września 2002 w Tahoe City) – amerykański wioślarz i bankier, brązowy medalista olimpijski.

## Kariera
Wystąpił na igrzyskach olimpijskich w Tokio w 1964, gdzie reprezentacja USA w składzie: Geoffrey Picard, Richard Lyon, Ted Nash i Ted Mittet zdobyła brązowy medal w czwórkach bez sternika. W finale uplasowali się 2,07 sekundy za Duńczykami i 0,90 sekundy za Wielką Brytanią. Był to jego jedyny start olimpijski.
Kształcił się na Harvard Business School, wydziale Uniwersytetu Harvarda, kończąc Master of Business Administration. Po zakończeniu kariery sportowej pracował w banku Morgan Stanley, z czasem zostając partnerem, a następnie wiceprezydentem. Specjalizował się w rynkach azjatyckich.
Picard zmarł w wieku 59 lat na raka mózgu